# Höganäs, Uppsala

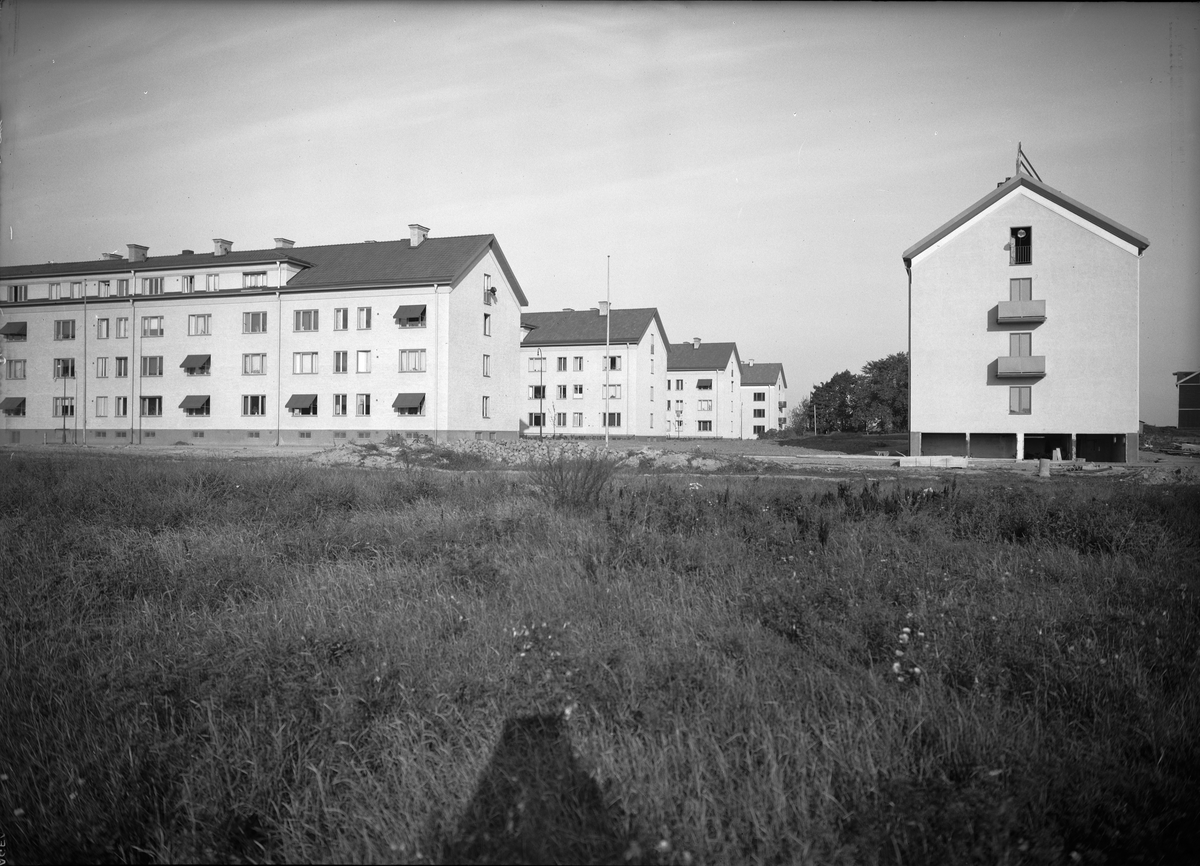
Flerbostadshus, kvarteret Aslög, Höganäs, Uppsala 1937

Höganäs är en stadsdel i Uppsala. Området var tidigare en del av stadsdelen Kvarngärdet, men styckades av till en egen stadsdel år 2018. År 2021 hade stadsdelen 2 929 invånare.